# Piano Songs～路上集2號～
『Piano Songs〜路上集2号〜』是日本創作歌手・川嶋愛在2006年8月23日發售的第二張重製專輯。

## 解説
將第三、四張迷你專輯的收錄曲重新錄音製作的重製專輯。
除了重製曲以外收錄了一首新曲目。
全部的歌曲接用鋼琴重新編曲，且和五名鋼琴家合作錄製。
在官方網站及演唱會會場有販賣官方鋼琴樂譜。

## 收錄曲
※全部的作詞‧作曲皆為川嶋愛。
1. 無論何時（どんなときも）
編曲・鋼琴：倉本裕基
出自第3張迷你專輯『為了繼續走下去…』。
2. sky
編曲・鋼琴：武部聰志
出自第3張迷你專輯『為了繼續走下去…』。
3. 冬物語～winter story～
編曲・鋼琴：小林建樹
出自第3張迷你專輯『為了繼續走下去…』。
4. 夢見春風（春風を夢見て）
編曲・鋼琴：大江千里
出自第3張迷你專輯『為了繼續走下去…』。
5. long and deep X'mas
編曲・鋼琴：中村由利子
出自第3張迷你專輯『為了繼續走下去…』。
6. 時雨
編曲・鋼琴：川嶋愛
出自第4張迷你專輯『有如在雪地綻放的花…』。
7. 天藍色的相簿（空色のアルバム）
編曲・鋼琴：川嶋愛
出自第4張迷你專輯『有如在雪地綻放的花…』。
8. 閉上雙眼（瞳を閉じて）
編曲・鋼琴：中村由利子
出自第4張迷你專輯『有如在雪地綻放的花…』
9. 空、風、波、夢
編曲・鋼琴：小林建樹
出自第4張迷你專輯『有如在雪地綻放的花…』
10. 從路上開始…（路上から…）
編曲・鋼琴：大江千里
出自第4張迷你專輯『有如在雪地綻放的花…』
11. 一秒的光（一秒の光）
編曲・鋼琴：武部聰志
12. 啟程的那一天…（旅立ちの日に…）
編曲・鋼琴：倉本裕基 
出自第1張迷你專輯『從這個地方…』。